# Macal River
Der Macal River ist ein Fluss im Cayo District in Westbelize. Er fließt unter anderem durch San Ignacio, die zweitgrößte Stadt Belizes, kurz dahinter bildet er am Zusammenfluss mit dem Mopan den Belize River. Das Einzugsgebiet beträgt rund 1492 km².
2005 wurde der Chalillo Hydroelectric Dam durch die Fortis Inc., den kanadischen Besitzer der nationalen Energieversorgung, rund 33 km südlich von San Ignacio in Betrieb genommen. Der Bau führte zu Kontroversen wegen seiner Auswirkungen auf den umgebenden Regenwald.